# 強酸池這集
〈強酸池這集〉（英語：The Vat of Acid Episode）是美國科幻情景喜劇電視動畫《瑞克和莫蒂》的第四季第八集，由丹·哈蒙、傑夫·洛夫尼斯和阿勒布·倫蒂撰寫，導演則是賈各布·赫爾。這部獲得艾美獎的作品在美國的2020年5月17日播出。官方簡介是The one with acid vat, broh（帶酸池的一集，兄弟）。

## 劇情
瑞克·桑切斯帶著外孫莫蒂·史密斯前往一座外星工廠與外星黑幫交換寶石，然而，對方卻背信離義欲迫害對方獨吞寶石，致使瑞克拉著莫蒂跳進假的強酸池，黑幫卻由於感到過於震驚而當場討論人生哲理，莫蒂則對瑞克表示對此計畫的不滿並擅自上去殺害了黑幫成員，瑞克則對於莫蒂唾棄自己的計畫感到不高興，再回到地球的路上，兩人持續為此爭吵，莫蒂則要求瑞克為他做一個能夠把人生存檔和重來的裝置，這樣他就可以在做一件事後不用面對其所帶來的後果。瑞克先是對莫蒂的想法進行嘲笑，隨後回到地球便立即做出此裝置送給莫蒂，莫蒂使用裝置做了一些犯法的行為並成功交到新女友，然而，莫蒂的父親杰瑞卻誤將裝置當成電視的遙控器並按下了重來的按鈕，導致莫蒂失去了費盡千辛萬苦交到女友，失望的莫蒂回去找瑞克後對方告訴他此裝置的運轉方式是讓該平行宇宙的莫蒂被殺害，並把使用裝置的莫蒂傳送到相對應的平行宇宙，瑞克變向莫蒂提議會將所有平行宇宙合併，這也導致他需要面對行為帶來的後果，莫蒂則要跳進假的強酸池以保身，當莫蒂跳進強酸池後，警察和其他人也隨之離去,瑞克最後帶著莫蒂回到原本的維度，最後證明了瑞克的所作所為僅是為了讓莫蒂承認強酸池是個好點子。